# Zenons paradokser
 Denne artikel bør gennemlæses af en person med fagkendskab for at sikre den faglige korrekthed.

Zenons Paradoks (efter Zenon fra Elea) er et tankeeksperiment, der leder til et paradoks. Det illustrerer nogle af de følger, uendeligheder har inden for matematikken.
Zenon lader helten fra oldgræsk mytologi Achilleus løbe om kap med en skildpadde. Achilleus lader skildpadden få et forspring på 100 meter. Han begynder at løbe, og da han når de 100 meter, er skildpadden kravlet ti meter længere. Han løber derefter de ti meter, men i mellemtiden er skildpadden nået en meter længere frem. Han løber den ene meter, men i mellemtiden er skildpadden nået ti centimeter længere. Således vil Achilleus blive ved med at komme tættere og tættere på skildpadden, og faktisk kommer han uendelig tæt på den, men han vil aldrig overhale den, skønt han vitterlig løber hurtigere end sin modstander.

## Løsning
Matematisk er paradokset et eksempel på uendelige rækker, og hvorvidt de konvergerer. Hvis Achilleus fx løber dobbelt så hurtigt som skildpadden, og der i begyndelsen er afstanden {\displaystyle x} imellem ham og skildpadden, vil han til tiden {\displaystyle t} være løbet afstanden {\displaystyle x}. Til den tid er skildpadden nået stykket {\displaystyle {\frac {x}{2}}} videre. Denne afstand dækker Achilleus på tiden {\displaystyle {\frac {t}{2}}}, men skilspadden er da {\displaystyle {\frac {x}{4}}} væk. Sådan fortsætter kapløbet i uendeligt mange led. Den samlede afstand løbet af Achilleus er summen:
{\displaystyle x+{\frac {x}{2}}+{\frac {x}{4}}+\dots =\sum _{n=1}^{\infty }{\frac {x}{n^{2}}}=2x}
Achilleus skal altså blot løbe den endelige afstand {\displaystyle 2x} på trods af den uendelige opdeling. Tiden, det tager, er
tilsvarende:
{\displaystyle t+{\frac {t}{2}}+{\frac {t}{4}}+\dots =\sum _{n=1}^{\infty }{\frac {t}{n^{2}}}=2t}
Tiden, det tager Achilleus at indhente skildpadden, er altså også endelig. Achilleus kan altså godt indhente skildpadden.
Paradokset opstår kun, fordi Zenon implicit antager, at den fornødne tid er uendelig.

## Tænkelogistik
Zenon erklærer at A løber på bane 2 løber B på bane 1. B tillades kun at løbe på A's sidste bane, hvilket giver mulighed for A at løbe næste bane i den mellemliggende tid. B tildeles en betinget distanceetape som A har lavet. B er underordnet A. Betingelsen er bygget på to forhold, nemlig af at præstationsevnernes indbyrdes forhold og forspringet med en bane. A udnytter B's handicap og beholder sit forspring med 1 bane. Løbet bliver aldrig færdigt og derfor vil der aldrig foreligge et slutresultat. Det kan reelt ikke betragtes som et kapløb, men der er snarere tale om betinget banebrug med betingede banestørrelser.
Paradokset peger oprindeligt på bevægelsens umulighed, hvor Zenon påstår at al bevægelse er en illusion, hvilket er noget helt andet – et filosofisk og eksistentielt spørgsmål. At relativitet, som dette eksempel med rationelle størrelser peger på, indeholder mere: irrationelle begreber.